# Cyathura esquivel
Cyathura esquivel är en kräftdjursart som beskrevs av Kensley, Ortiz och Marilyn Schotte 1997. Cyathura esquivel ingår i släktet Cyathura och familjen Anthuridae. Inga underarter finns listade i Catalogue of Life.